# Jean-Baptiste Regnault
Jean-Baptiste Regnault (n. 9 octombrie 1754, Paris, Regatul Franței – d. 12 noiembrie 1829, Paris, Franța) a fost un pictor francez.

## Biografie
Regnault s-a născut la Paris și și-a început viața pe mare pe o navă comercială. La vârsta de cincisprezece ani, talentul său a atras atenția și a fost trimis în Italia de către domnul de Monval sub îngrijirea lui Bardin⁠(d). După întoarcerea sa la Paris în 1776, Regnault a câștigat Prix de Rome pentru pictura sa Alexandre și Diogène, iar în 1783 a fost ales în Académie des Beaux-Arts⁠(d). Tabloul său de diplomă, Educația lui Ahile de către centaurulChiron, se află acum la Luvru, la fel ca și Trois Grâces, Le Déluge, Descente de croix (Hristos coborât de pe cruce, executat inițial pentru capela regală de la Fontainebleau) și Socrate arrachant Alcibiade du sein de la Volupté.
Lucrările sale L'origine de la peinture și L'origine de la sculpture, ou Pygmalion amoureux de sa statue se află acum la Palatul Versailles.
Pe lângă diverse picturi mici și subiecte alegorice, Regnault a fost și autorul multor picturi istorice de mari dimensiuni; iar școala sa, care i-a numărat printre principalii participanți pe Guérin, Crepin, Lafitte, Blondel⁠(d), Robert Lefèvre, Henriette Lorimier⁠(d) și Alexandre Menjaud, a fost pentru o lungă perioadă de timp rivala în influență a lui David.
Pe lângă Merry-Joseph Blondel, Pierre-Narcisse Guérin, Robert Lefèvre și Henriette Lorimier, printre elevii lui Jean-Baptiste Regnault se numără: Godefroy Engelmann⁠(d), Louis Hersent⁠(d), Charles Paul Landon, Hippolyte Lecomte⁠(d), Jacques Réattu, Jean-Hilaire Belloc⁠(d), Anne Nicole Voullemi⁠(d).
Jean-Baptiste Regnault a fost căsătorit mai întâi cu Sophie Meyer, apoi cu Sophie Félicité Beaucourt.
A murit la Paris. Este înmormântat în cimitirul Père-Lachaise.

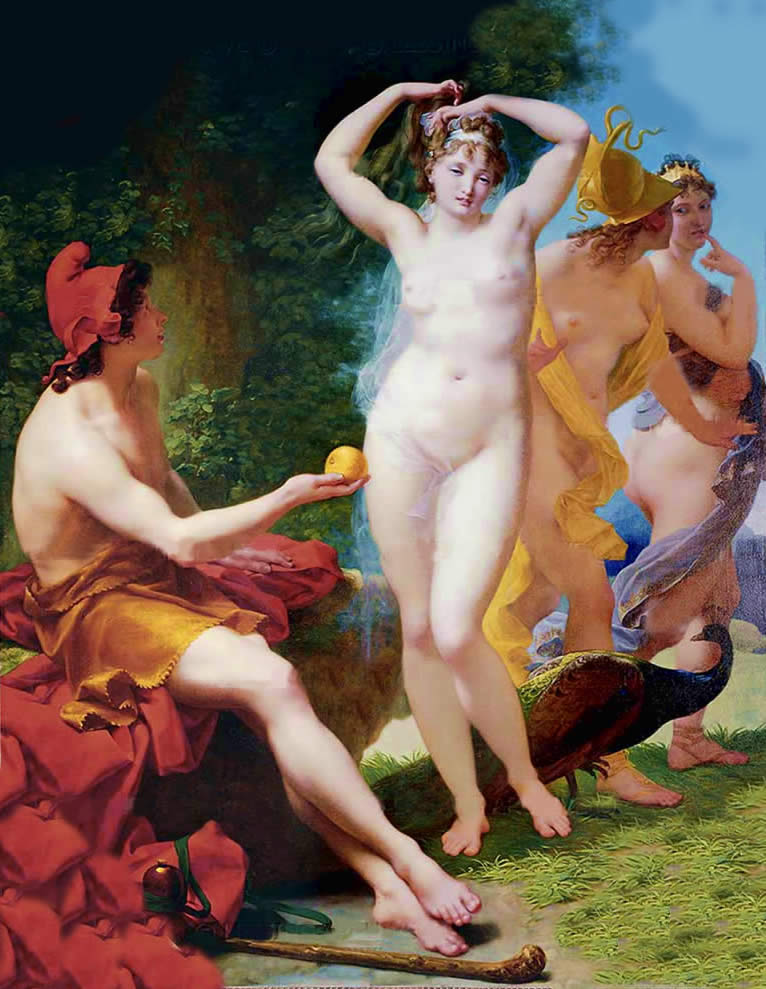
Judecata lui Paris

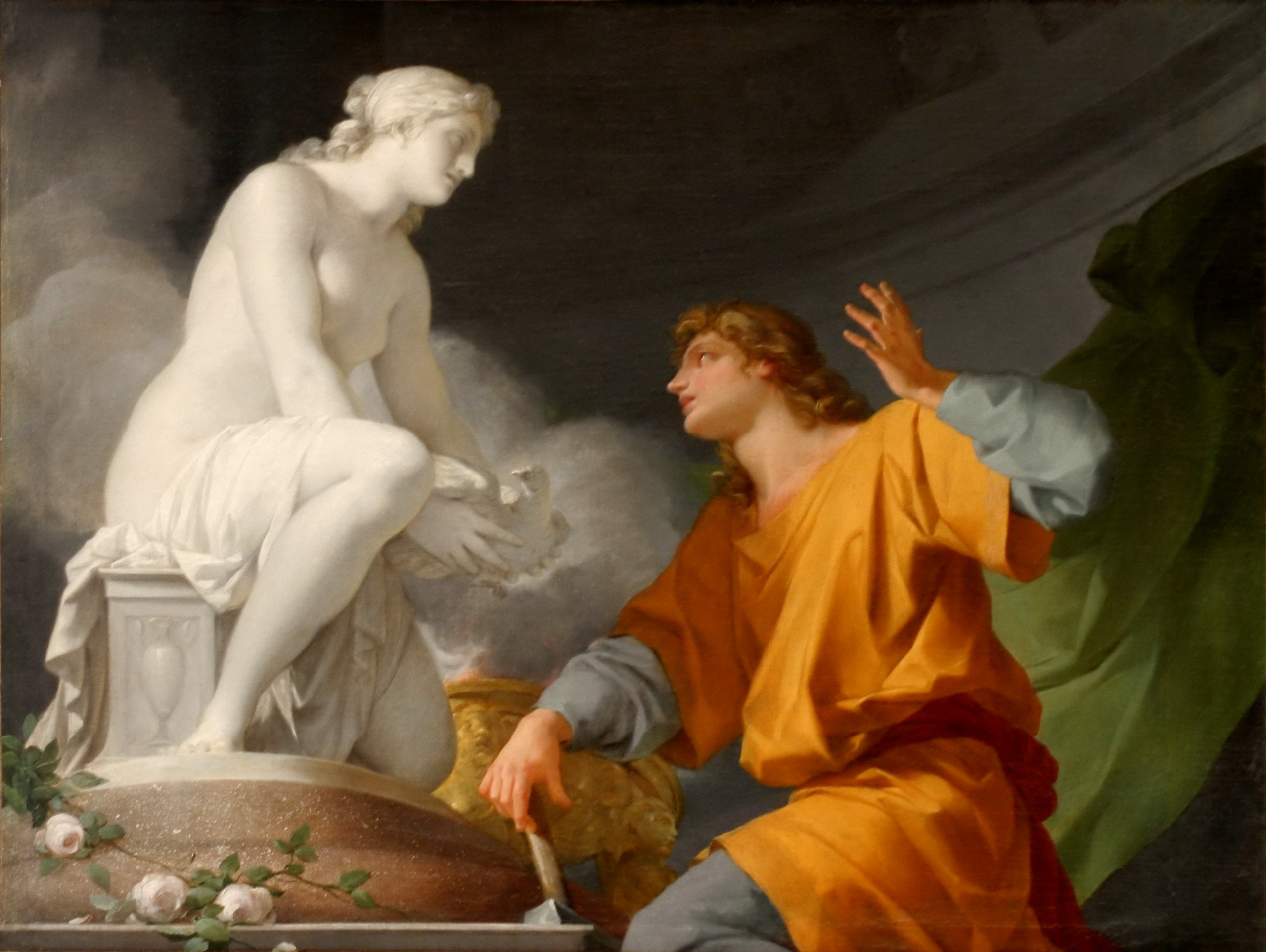
L'origine de la sculpture ou Pygmalion amoureux de sa statue, Palatul Versailles

## Lucrări (selecție)
- Alexandre et Diogène, sau Diogéne Visité par Alexandre (1776)
- L'Éducation d'Achille par le centaure Chiron (1782), Musée du Louvre
- L'origine de la peinture (1786), Palatul Versailles
- L'origine de la sculpture ou Pygmalion amoureux de sa statue (1786), Palatul Versailles
- Oreste et Iphigénie en Tauride (1787)
- Descente de Croix (1789), Muzeul Luvru
- Le Déluge (1789/91), Muzeul Luvru
- Socrate arrachant Alcibiade des bras de la Volupté (1791), Musée du Louvre
- La Liberté ou la Mort (1795), Kunsthalle Hamburg⁠(d)
- Les Trois Grâces (1799), Muzeul Luvru[11]
- Desaix recevant la mort à la bataille de Marengo (1801)
- Napoléon au camp de Boulogne (1804), Museo Napoleónico (Havana) [12]
- La Marche triomphale de Napoléon Ier vers le temple de l'immortalité (1804)
- Mariage du prince Jérôme et de la princesse de Wurtemberg (1810)
- Judecata de la Paris (1812), Detroit Institute of Art, donație de la Cristina și Henry Ford al II-lea
- La Toilette de Vénus (1815), National Gallery of Victoria[13]
- L'Amour et l'Hymen buvant dans la coupe de l'Amitié (1820), Meaux, Musée Bossuet, cadou profesorului Changeux
- Jupiter et Io (1827), Musée des Beaux-Arts din Brest
- Cupidon et Psyché (1828)